# Q36.5 Pro Cycling Team
Il Q36.5 Pro Cycling Team è una squadra maschile svizzera di ciclismo su strada con licenza di UCI ProTeam. Attiva dal 2023 e diretta da Douglas Ryder, ha sede a Zurigo ed è sponsorizzata dall'azienda italiana specializzata in abbigliamento per ciclisti Q36.5.

## Storia
Nel novembre 2022 l'ex ciclista sudafricano Douglas Ryder, ex manager del Team Qhubeka NextHash, annuncia l'intenzione di costituire una nuova squadra in continuità con l'ex Qhubeka, inattiva nel 2022, e nel cui organico ci sarebbe stato anche Vincenzo Nibali, da poco ritiratosi dalle corse, in qualità di consulente. La nuova squadra, denominata Q36.5 Pro Cycling Team, assume licenza ProTeam svizzera. Nella nuova formazione, guidata in ammiraglia da Alexandre Sans Vega, giungono ciclisti esperti quali Jack Bauer, Gianluca Brambilla e Tobias Ludvigsson, insieme ad altri più giovani come Matteo Moschetti, Alessandro Fedeli e Szymon Sajnok. La prima vittoria stagionale è siglata proprio da Moschetti, in volata alla Clásica de Almería.

## Cronistoria

### Annuario
| Anno | Codice | Nome                   | Cat. | Biciclette | Dirigenza |
| ---- | ------ | ---------------------- | ---- | ---------- | --- |
| 2023 | Q36    | Q36.5 Pro Cycling Team | PT   | Scott      | Manager: Douglas Ryder Dir. sportivi: Alexandre Sans Vega, Gabriele Missaglia, Luca Quinti, Rik Reinerink, Aart Vierhouten, Piotr Wadecki                               |
| 2024 | Q36    | Q36.5 Pro Cycling Team | PT   | Scott      | Manager: Douglas Ryder Dir. sportivi: Alexandre Sans Vega, Helmut Dollinger, Gabriele Missaglia, Luca Quinti, Rik Reinerink, Aart Vierhouten, Piotr Wadecki, Jens Zemke |
| 2025 | Q36    | Q36.5 Pro Cycling Team | PT   | Scott      | Manager: Douglas Ryder Dir. sportivi: Alexandre Sans Vega, Helmut Dollinger, Gabriele Missaglia, Luca Quinti, Rik Reinerink, Aart Vierhouten, Piotr Wadecki, Jens Zemke |

## Palmares
Aggiornato al 9 maggio 2025

### Grandi Giri
- Giro d'Italia

Partecipazioni: 1 (2025)
Vittorie di tappa: 0
Vittorie finali: 0
Altre classifiche: 0
- Tour de France

Partecipazioni: 0
Vittorie di tappa: 0
Vittorie finali: 0
Altre classifiche: 0
- Vuelta a España

Partecipazioni: 0
Vittorie di tappa: 0
Vittorie finali: 0
Altre classifiche: 0

### Campionati nazionali
- Campionati canadesi: 1

In linea: 2023 (Nickolas Zukowsky)
- Campionati irlandesi: 1

In linea: 2025 (Rory Townsend)
- Campionati spagnoli: 1

Cronometro: 2024 (David de la Cruz)

## Organico 2025
Aggiornato al 1° agosto 2025.

### Staff tecnico
|  | Naz.                 | Ruolo | Sportivo            |  |  |  |
|  | -------------------- | ----- | ------------------- |  |  |  |
|  | Sudafrica (bandiera) | GM    | Douglas Ryder       |  |  |  |
|  | Spagna (bandiera)    | DS    | Alexandre Sans Vega |  |  |  |
|  | Italia (bandiera)    | DS    | Daniele Nieri       |  |  |  |
|  | Italia (bandiera)    | DS    | Gabriele Missaglia  |  |  |  |
|  | Belgio (bandiera)    | DS    | Kurt Bogaerts       |  |  |  |
|  | Svizzera (bandiera)  | DS    | Micheal Albasini    |  |  |  |
|  | Polonia (bandiera)   | DS    | Piotr Wadecki       |  |  |  |
|  | Germania (bandiera)  | DS    | Jens Zemke          |  |  |  |

### Rosa
|  | Naz.                     |  | Sportivo             | Anno |  |  |
|  | ------------------------ |  | -------------------- | ---- |  |  |
|  | Spagna (bandiera)        |  | Enekoitz Azparren    | 2002 |  |  |
|  | Spagna (bandiera)        |  | Xabier Azparren      | 1999 |  |  |
|  | Svizzera (bandiera)      |  | Matteo Badilatti     | 1992 |  |  |
|  | Paesi Bassi (bandiera)   |  | Sjoerd Bax           | 1996 |  |  |
|  | Italia (bandiera)        |  | Gianluca Brambilla   | 1987 |  |  |
|  | Italia (bandiera)        |  | Walter Calzoni       | 2001 |  |  |
|  | Spagna (bandiera)        |  | Marcel Camprubí      | 2001 |  |  |
|  | Svizzera (bandiera)      |  | Fabio Christen       | 2002 |  |  |
|  | Colombia (bandiera)      |  | William Colorado     | 2004 |  |  |
|  | Spagna (bandiera)        |  | David de la Cruz     | 1989 |  |  |
|  | Gran Bretagna (bandiera) |  | Mark Donovan         | 1999 |  |  |
|  | Belgio (bandiera)        |  | Frederik Frison      | 1992 |  |  |
|  | Spagna (bandiera)        |  | David González López | 1996 |  |  |
|  | Australia (bandiera)     |  | Damien Howson        | 1992 |  |  |
|  | Lettonia (bandiera)      |  | Emīls Liepiņš        | 1992 |  |  |
|  | Polonia (bandiera)       |  | Kamil Małecki        | 1996 |  |  |
|  | Italia (bandiera)        |  | Matteo Moschetti     | 1996 |  |  |
|  | Italia (bandiera)        |  | Giacomo Nizzolo      | 1989 |  |  |
|  | Italia (bandiera)        |  | Nicolò Parisini      | 2002 |  |  |
|  | Gran Bretagna (bandiera) |  | Joseph Pidcock       | 2002 |  |  |
|  | Gran Bretagna (bandiera) |  | Thomas Pidcock       | 1999 |  |  |
|  | Paesi Bassi (bandiera)   |  | Martijn Rasenberg    | 2001 |  |  |
|  | Germania (bandiera)      |  | Jannik Steimle       | 1996 |  |  |
|  | Irlanda (bandiera)       |  | Rory Townsend        | 1995 |  |  |
|  | Paesi Bassi (bandiera)   |  | Milan Vader          | 1996 |  |  |
|  | Belgio (bandiera)        |  | Harm Vanhoucke       | 1997 |  |  |
|  | Canada (bandiera)        |  | Nickolas Zukowsky    | 1998 |  |  |